# Мельничук Станіслав Тимофійович

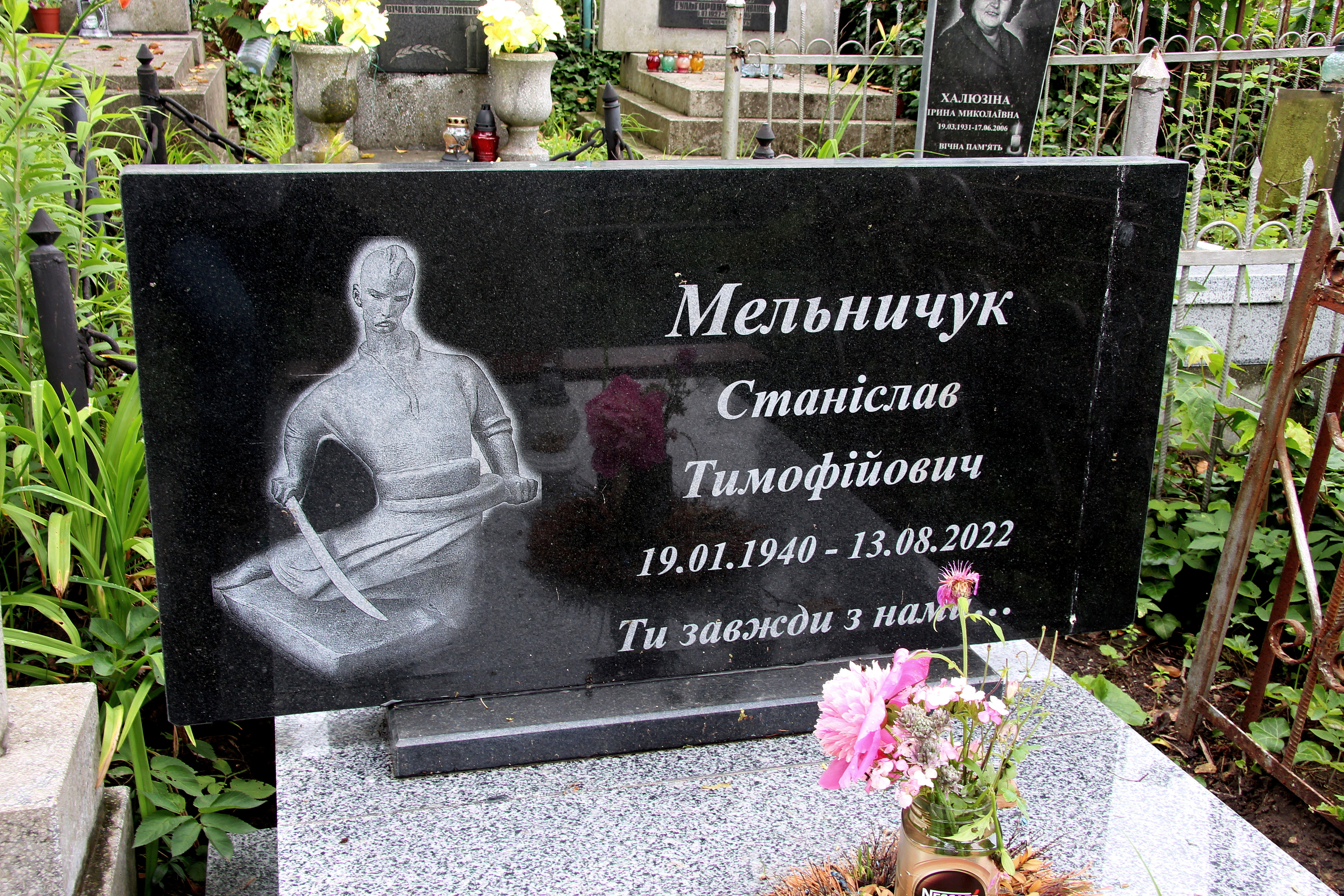

Станісла́в Тимофі́йович Мельничу́к (нар. 19 січня 1940, село Жорнище, Іллінецький район, Вінницька область — пом. 13 серпня 2022, Мюнстер, Німеччина) — український скульптор. Професор кафедри монументально-декоративної скульптури Львівської Національної Академії мистецтв.

## Біографія
Випускник факультету «Інтер'єр та обладнання» (1966 p.). Професор кафедри монументально-декоративної скульптури ЛНАМ.
Народився 19 січня 1940 р. в с. Жорнищі Іллінецького району Вінницької області, в сім'ї колгоспників. Батько, Тимофій Семенович, загинув на війні. Мати, Ганна Савівна, в повоєнному 1948 році померла.
У 1957 році закінчив 10 класів Жорнищської середньої школи. З 1957 по 1960 роки — навчався у Львівському училищі прикладного мистецтва ім. І. Труша.
У 1960 році вступив до Львівського державного інституту прикладного та декоративного мистецтва і закінчив у 1966 році, здобувши фах художника декоративного мистецтва. Навчаючись на відділі художньої обробки дерева, опанував скульптурну пластику. Навчався у відомих педагогів: М. В. Курилича, Я. П. Запаска, Д. П. Крвавича.
Після закінчення інституту в 1966 році направлений на викладацьку роботу у Львівське училище прикладного мистецтва ім. І.  Труша, де працював викладачем рисунку та композиції, а також організував і був завідувачем відділу художньої обробки металу.
З 1970 року працює у Львівському державному інституті прикладного та декоративного мистецтва (тепер Львівська національна академія мистецтв) викладачем, пізніше — старшим викладачем кафедри проєктування інтер'єру.
З 1978 року — старший викладач кафедри монументально-декоративної скульптури. З 1990 року — доцент кафедри МДС, а з 2005 року — професор кафедри МДС.
1974—1979 pp. — декан факультету «Інтер'єр та обладнання». Як митець брав участь у виставках ще зі студентських років: у 1963 році — в обласній художній виставці «Мистецтво і побут» творчою роботою «Я єсть народ, якого правди сила ніким звойована ще не була». За багато років у мистецтві створив понад 150 скульптур різного жанру, 30 з них — монументально-декоративні, установлені на об'єктах, в тому числі 12 пам'ятників та пам'ятних знаків.
З 1978 року — член спілки художників України. Брав участь у більш ніж 50 виставках: обласних, зональних, республіканських, всесоюзних, міжнародних.
19 січня 2000 року — відбулася персональна вставка скульптури у Львівському палаці мистецтв.
Автор понад 200 пластичних композицій. Освоївши реалістичну школу, Станіслав Тимофійович вдається до модифікованих, метафоричних прийомів, стилізації алегорій, що надають творам образної, психологічної виразності. Тематичний діапазон творчості — козацтво, звитяги в обороні рідної землі у 20 ст., праця хлібороба, робітника, вченого. Основні матеріали — дерево, склоцемент, бетон, мідь, бронза, алюміній, чавун, мармур, граніт.
Деякі роботи зберігаються у Львів. галереї мистецтв, Нац. музеї у Львові, Держ. істор.-культур. заповіднику «Нагуєвичі» (Львів. обл.), приватних колекціях в Україні і за кордоном. Творчість скульптурні композиції — «Я єсть народ, якого правди сила ніким звойована ще не була» (1963), «На обпаленій війною ниві», «Вільний козак» (обидві — 1984), «Перша книжка рідною мовою» (1987), «Дніпро і Дністер», «Сон» (обидві — 1989), «Незгода» (1994), «Материнська душа» (1999), «І. Богун» (2000); портрети — «О. Алексакіс» (1982), «М. Попудренко» (1985), «Вікуська» (2009); парк. скульптура «Хлопчик із дельфіном» (1986); пам'ятні знаки — воїнам (смт Ратне Волин. обл., 1990), загиблим односельчанам (1982, с. Добряни Стрий. р-ну); пам'ятник Т. Шевченку (1992, с. Ямпіль Пустомитів. р-ну; обидва — Львів. обл.).Вільний козак(2012) «Рідні»(2012—2020). «Розпяття»(2019) «Останній бій»(2022).
Помер 13 серпня 2012 у місті Мюнстер (Німеччина), похований у Львові на 31 полі Янівського цвинтаря.

Галерея
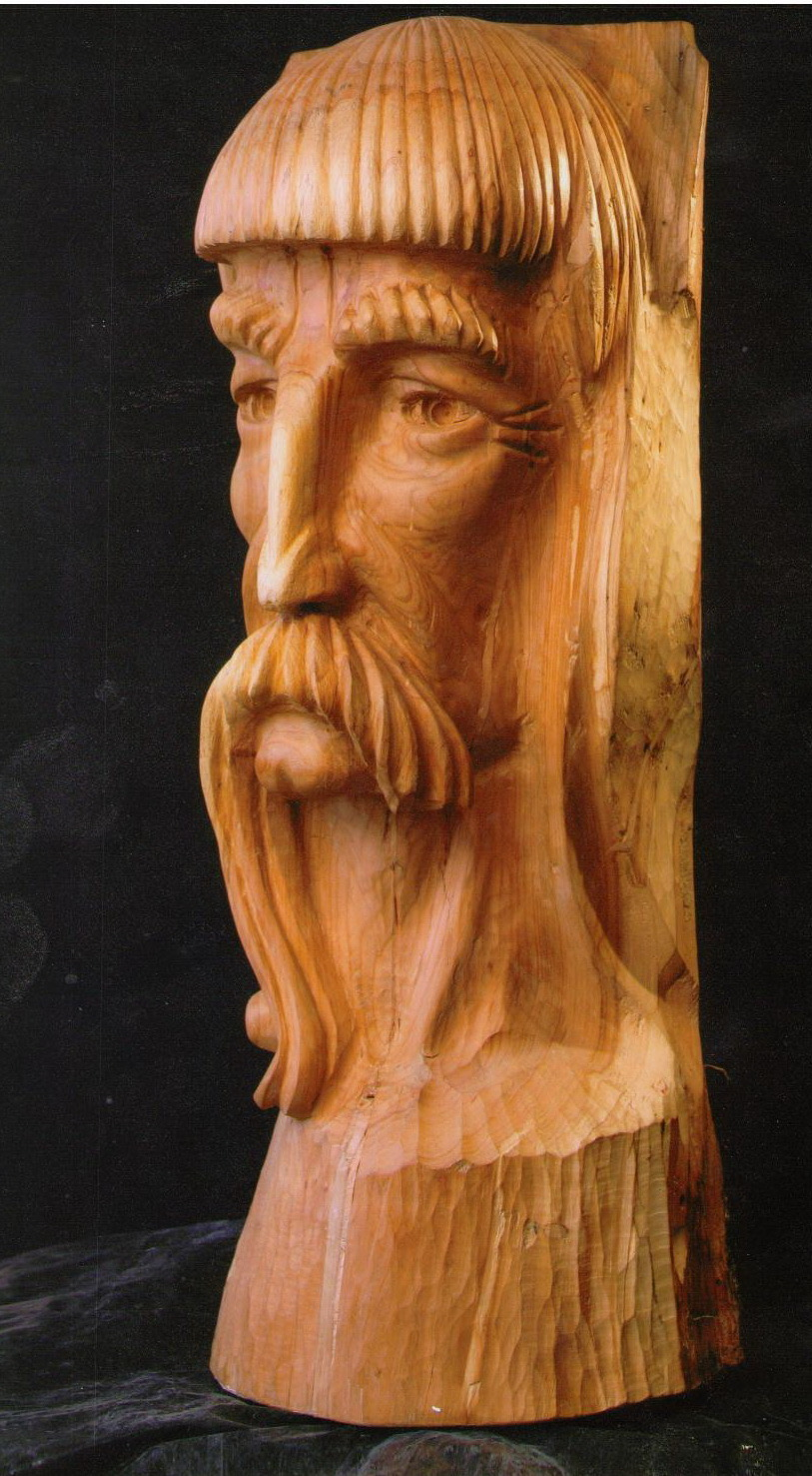
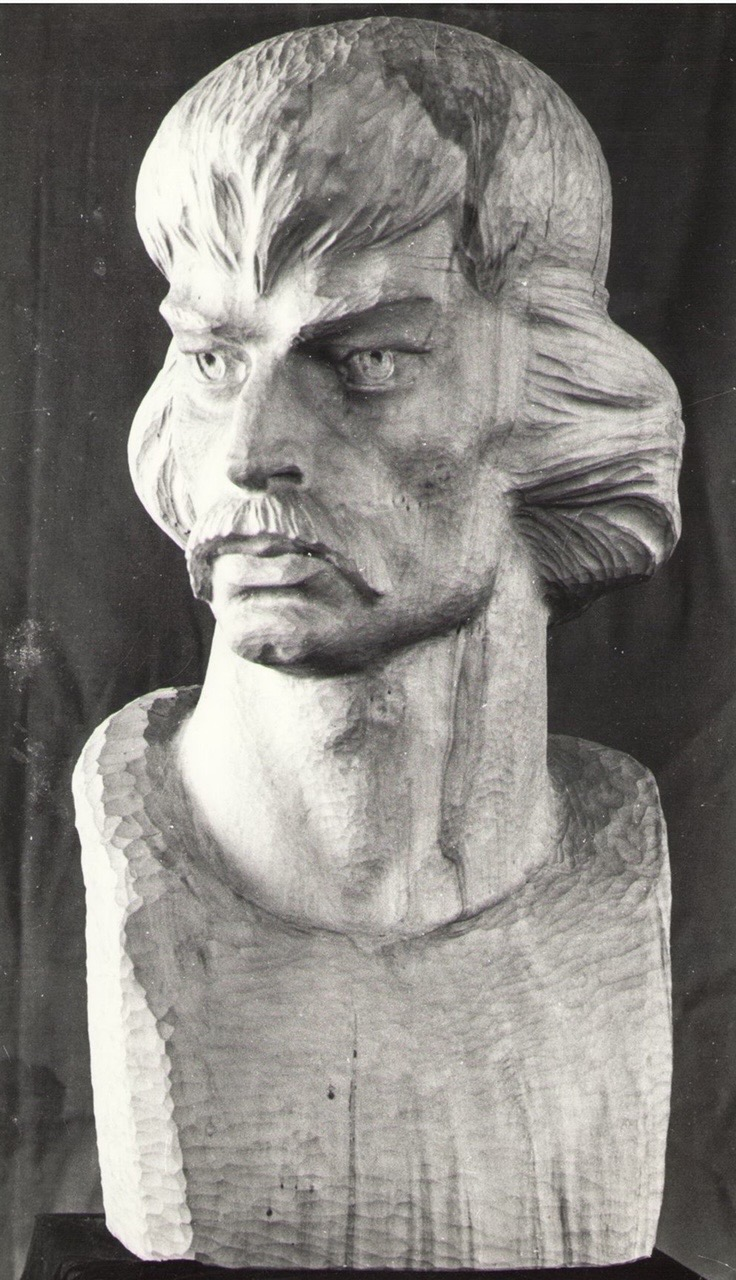
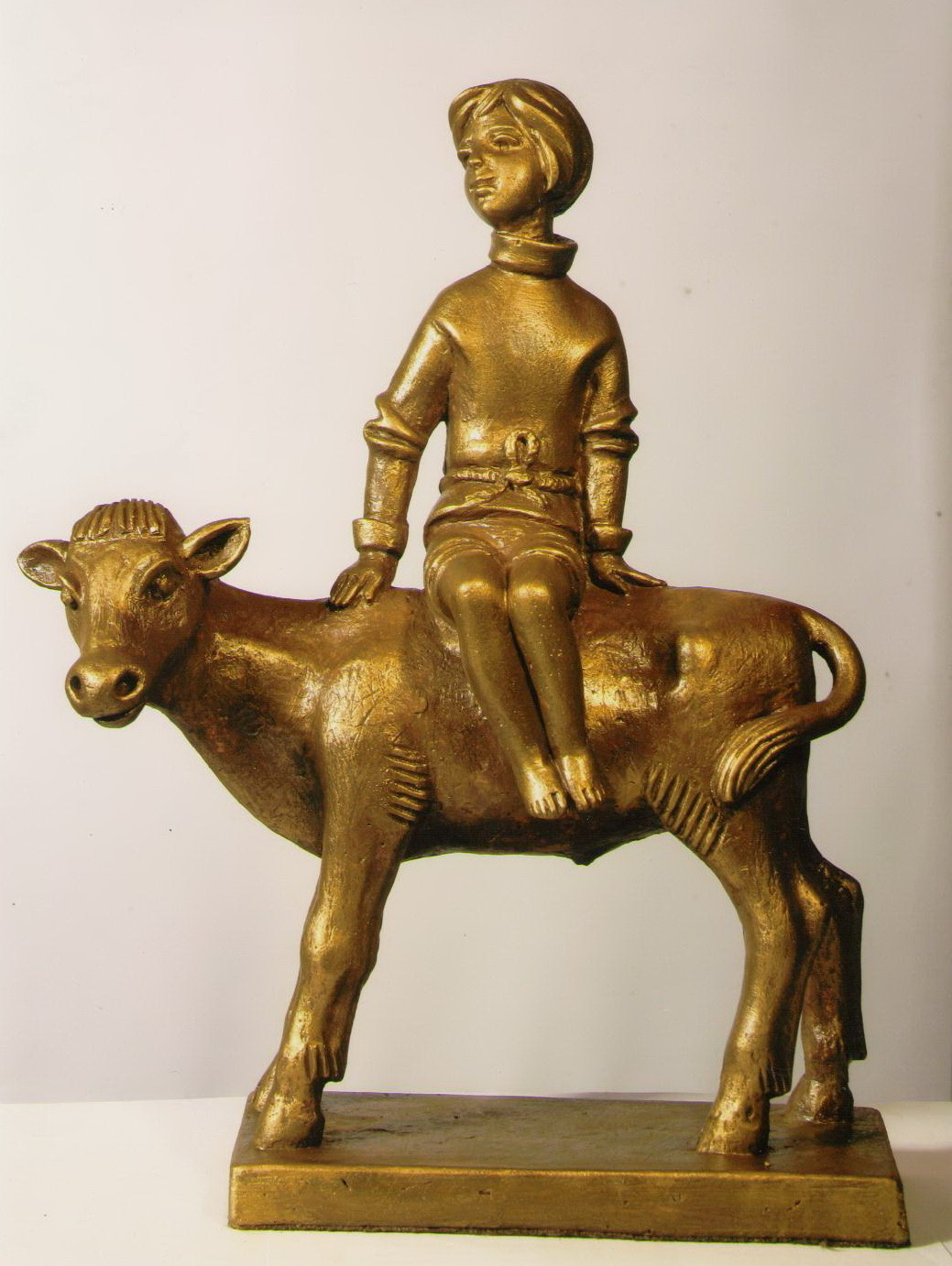
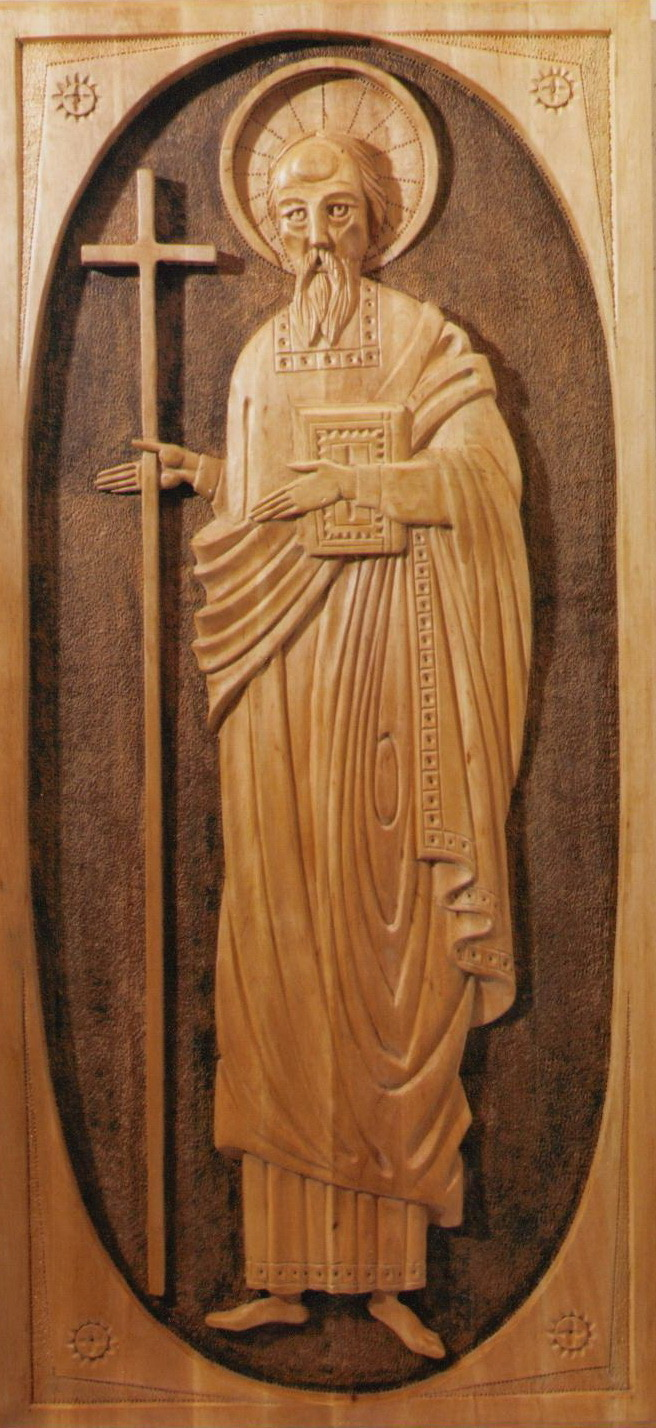
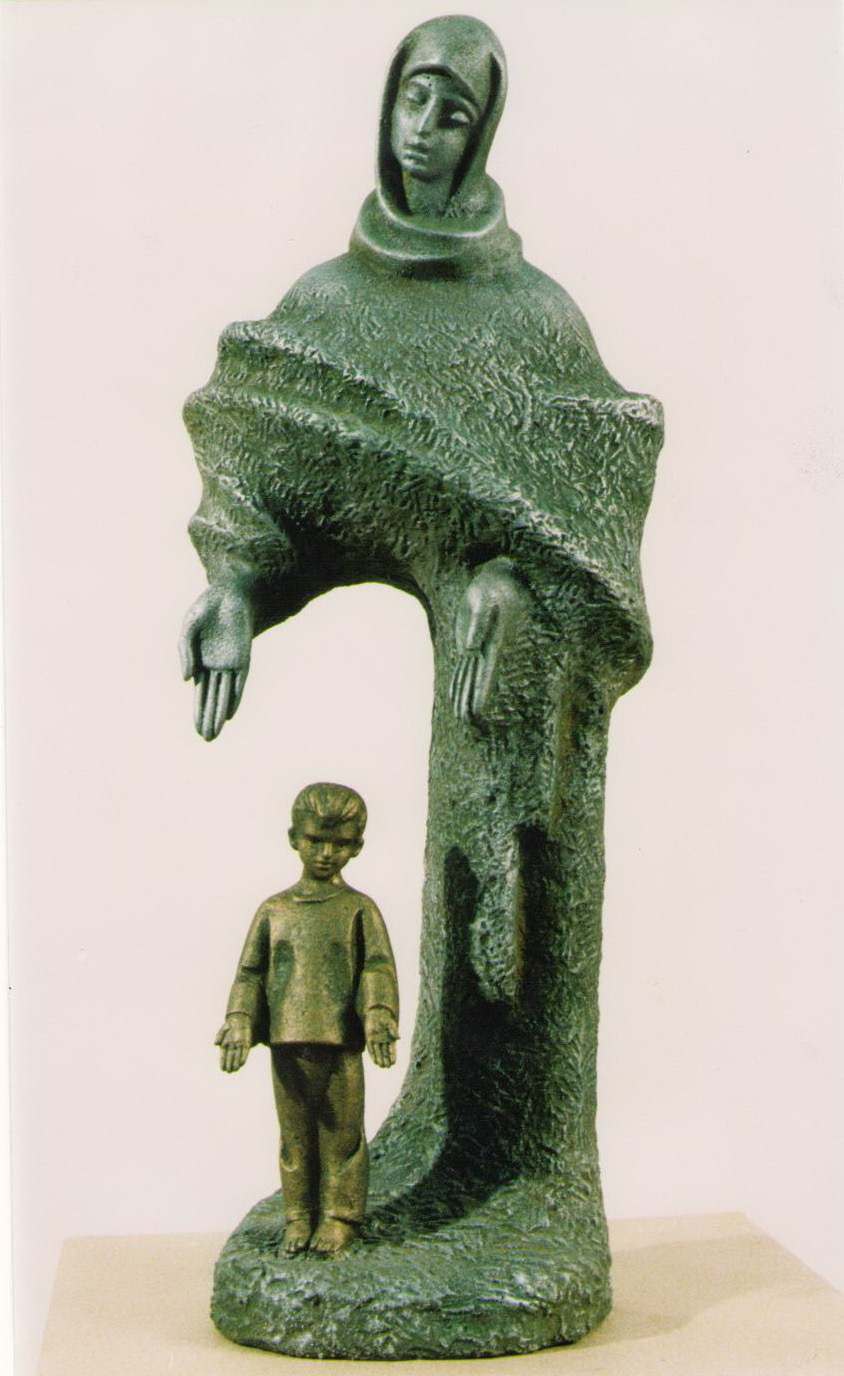
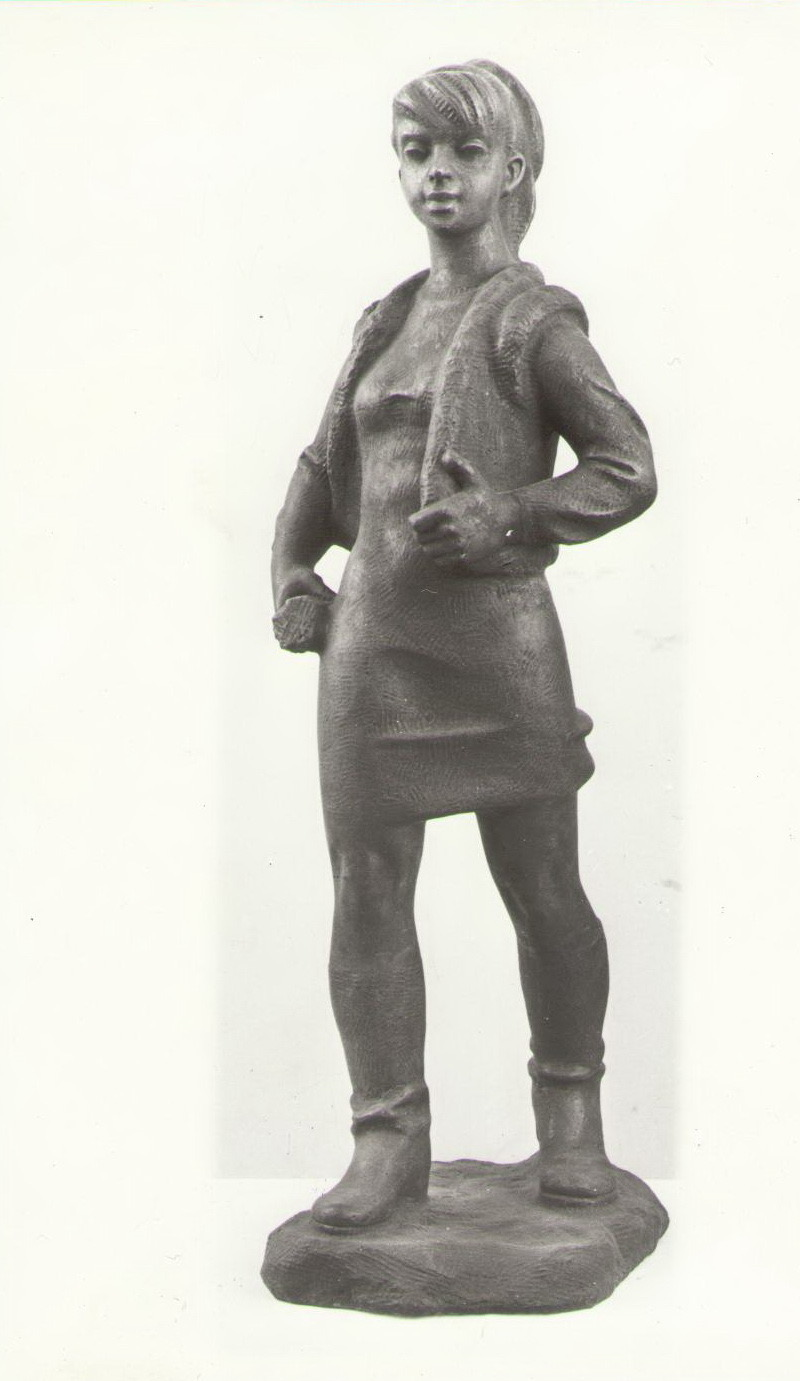
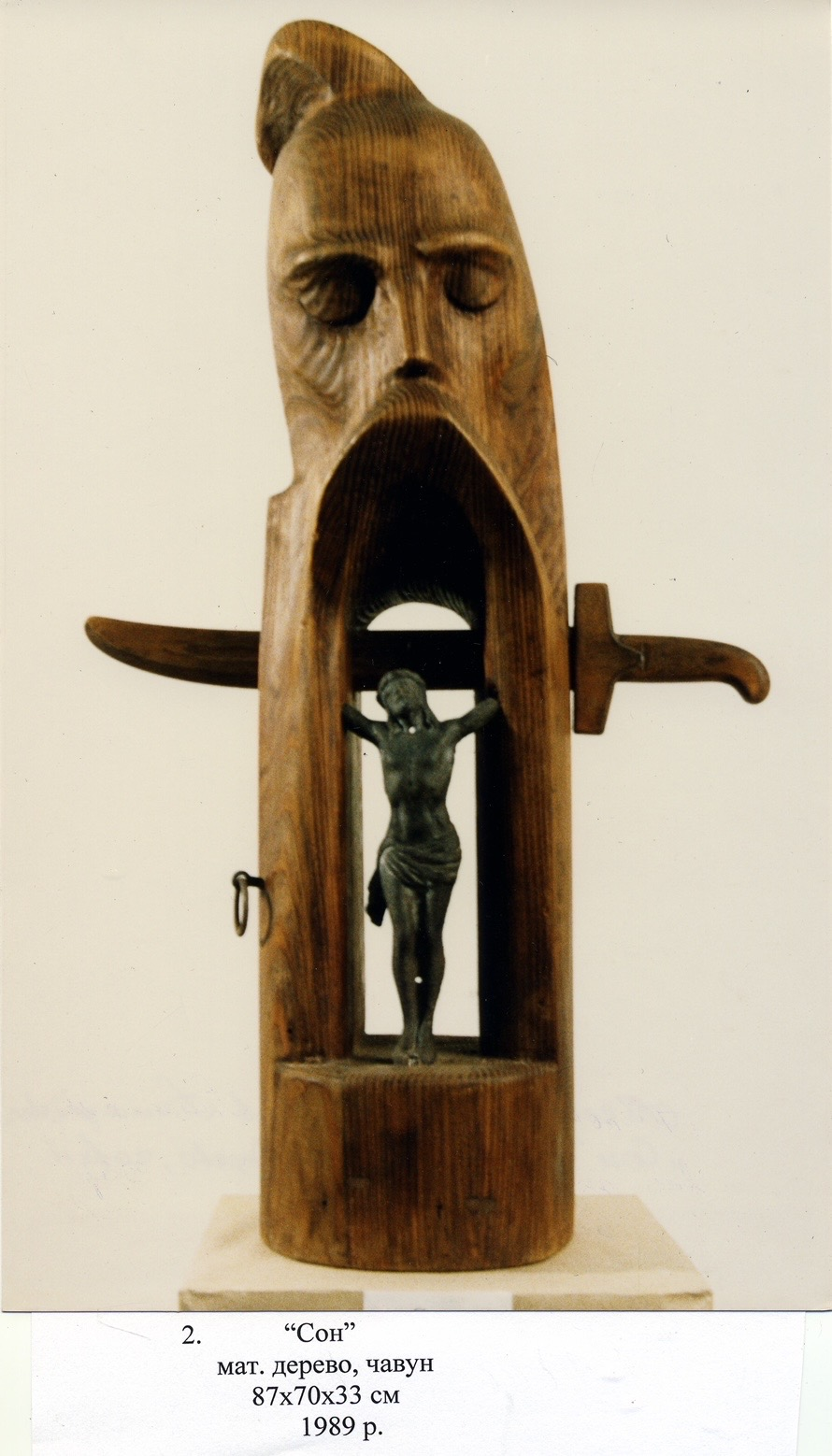
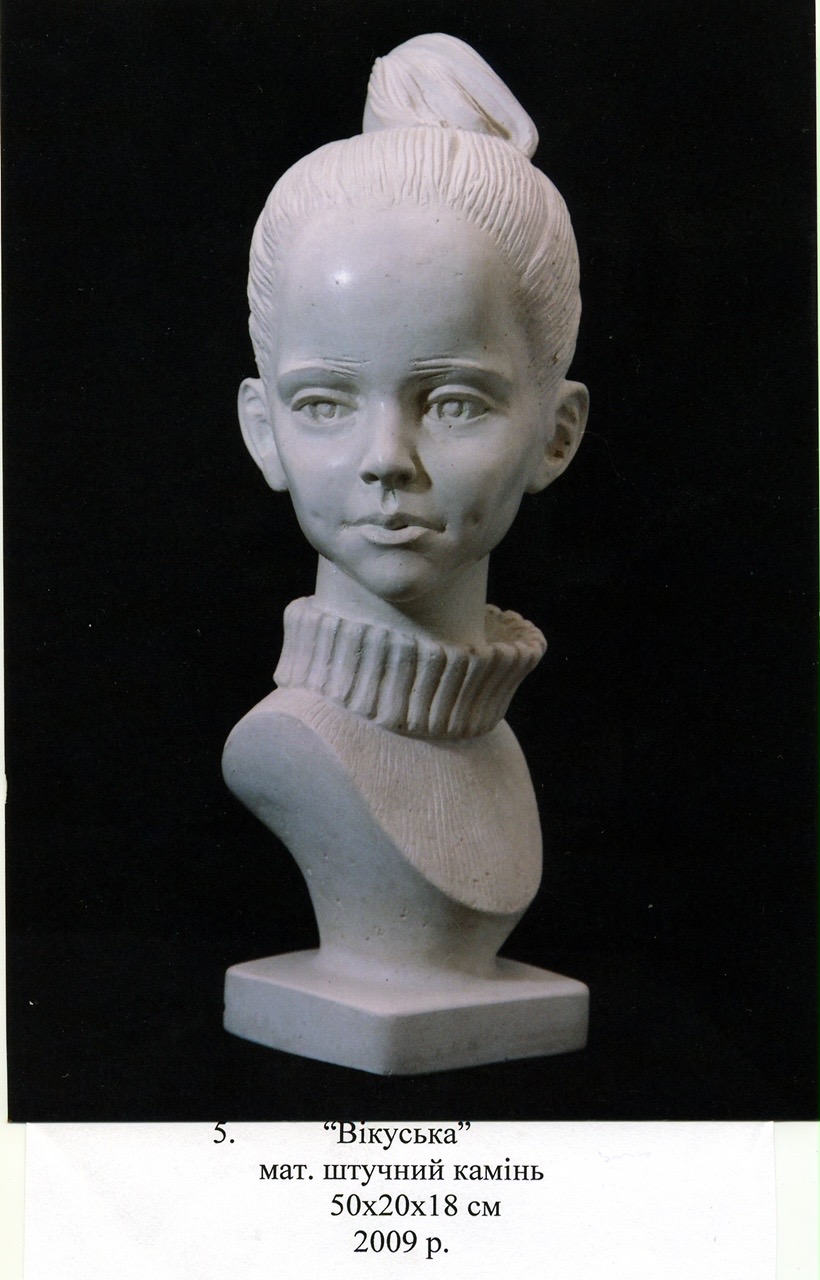
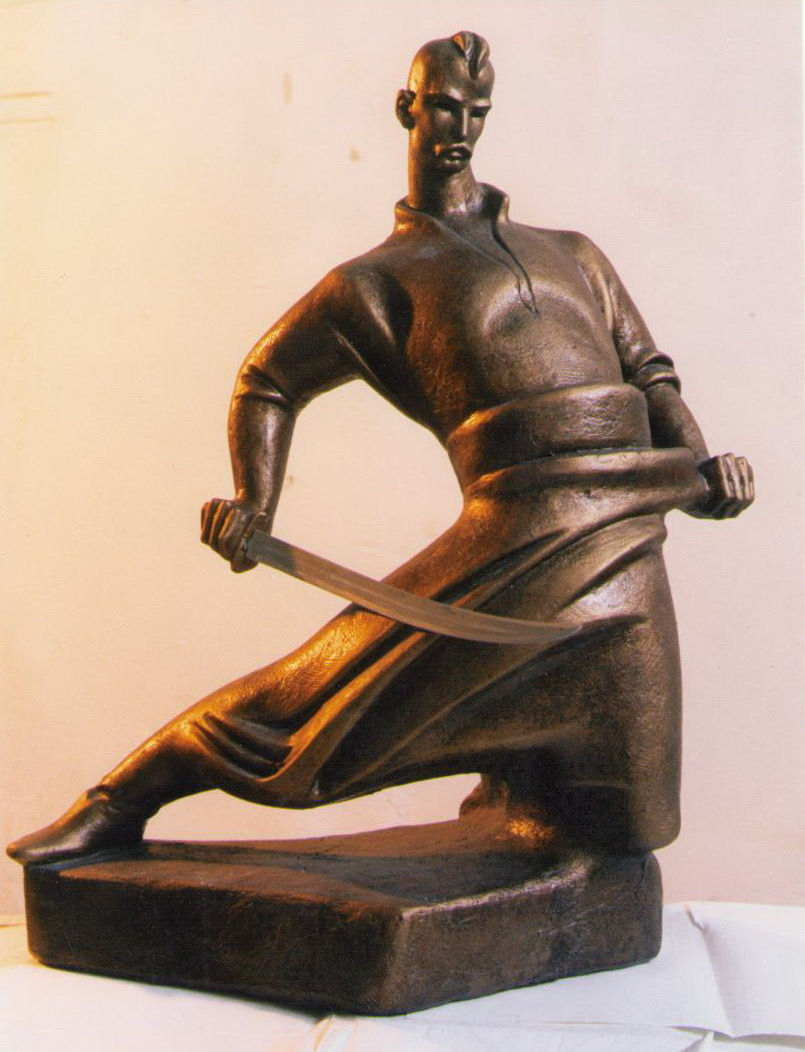
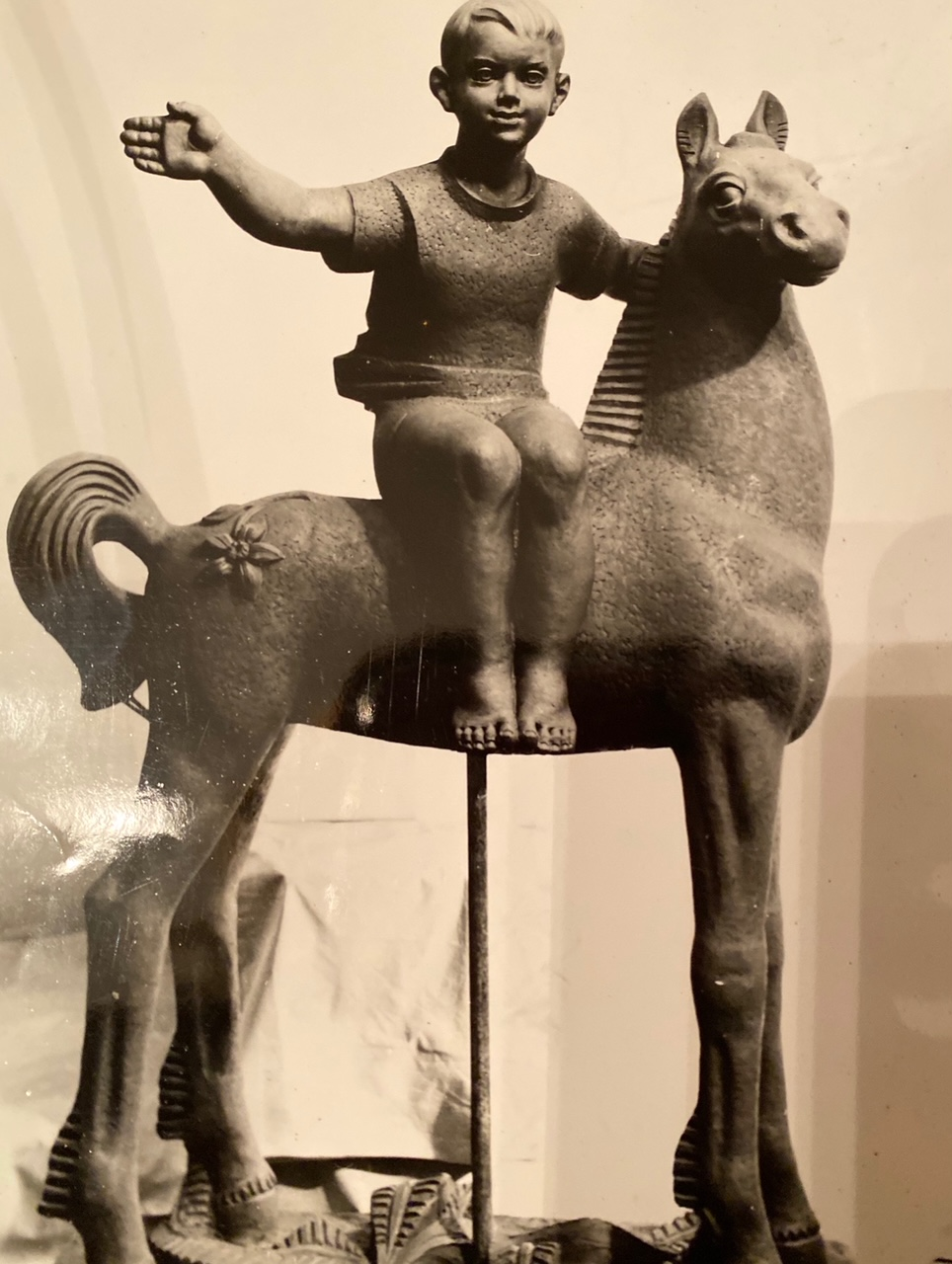
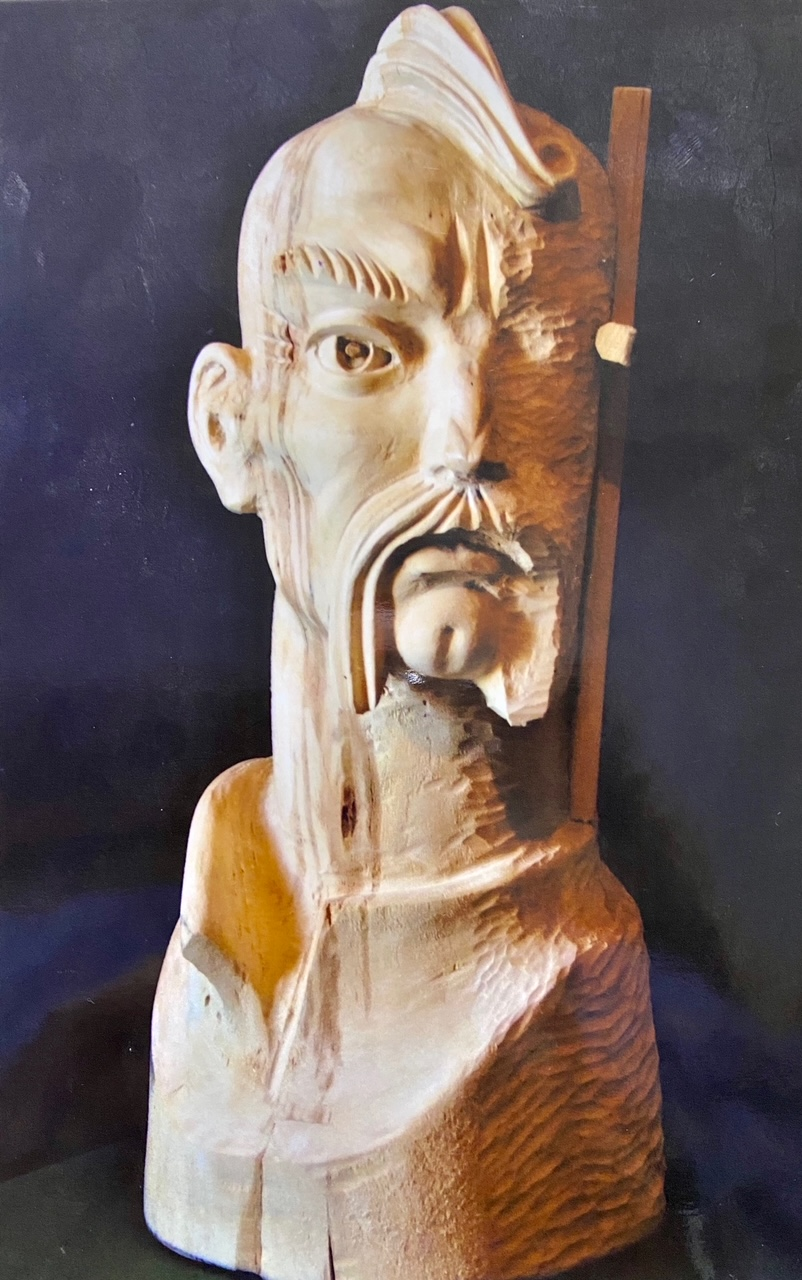
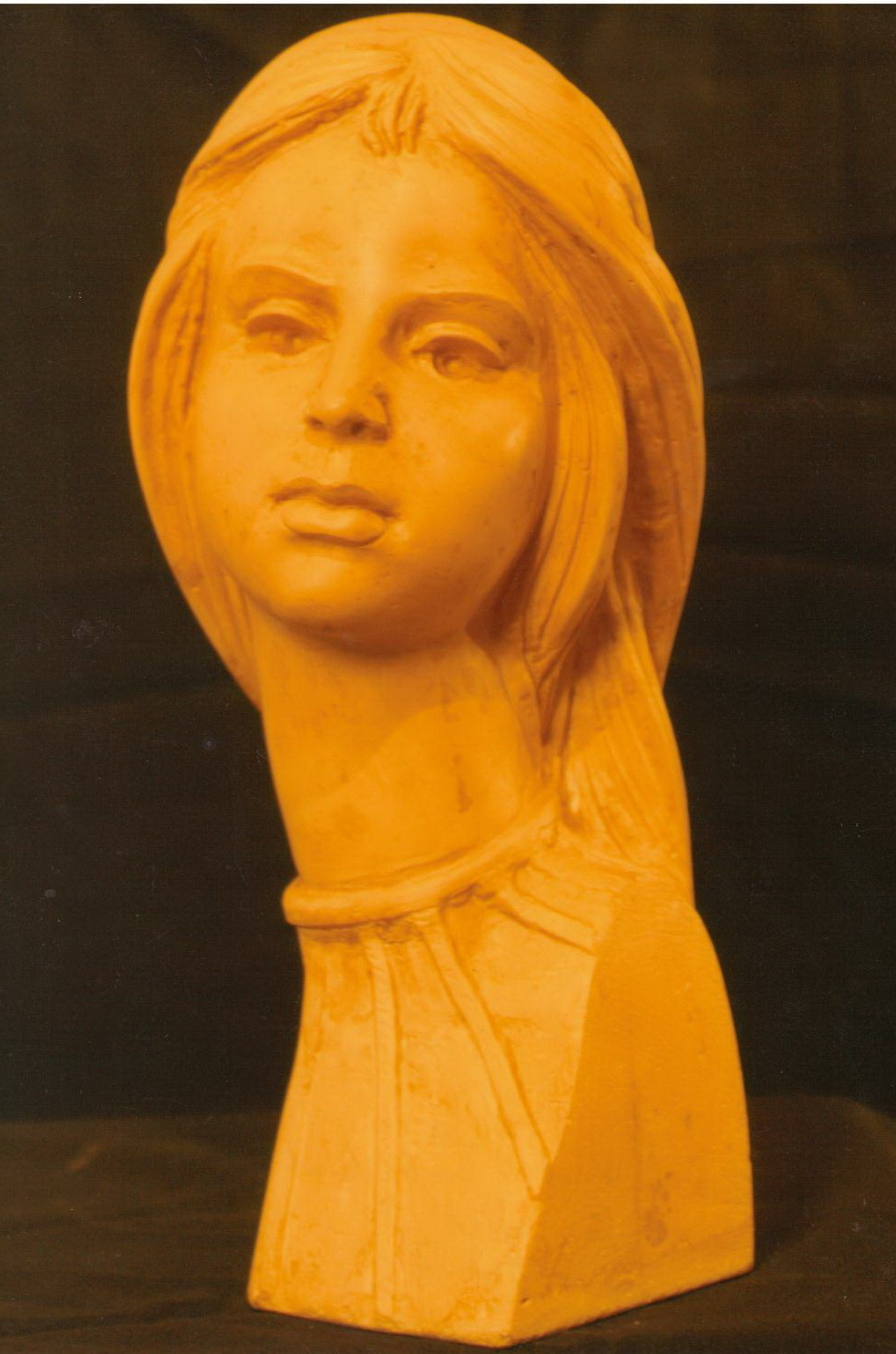
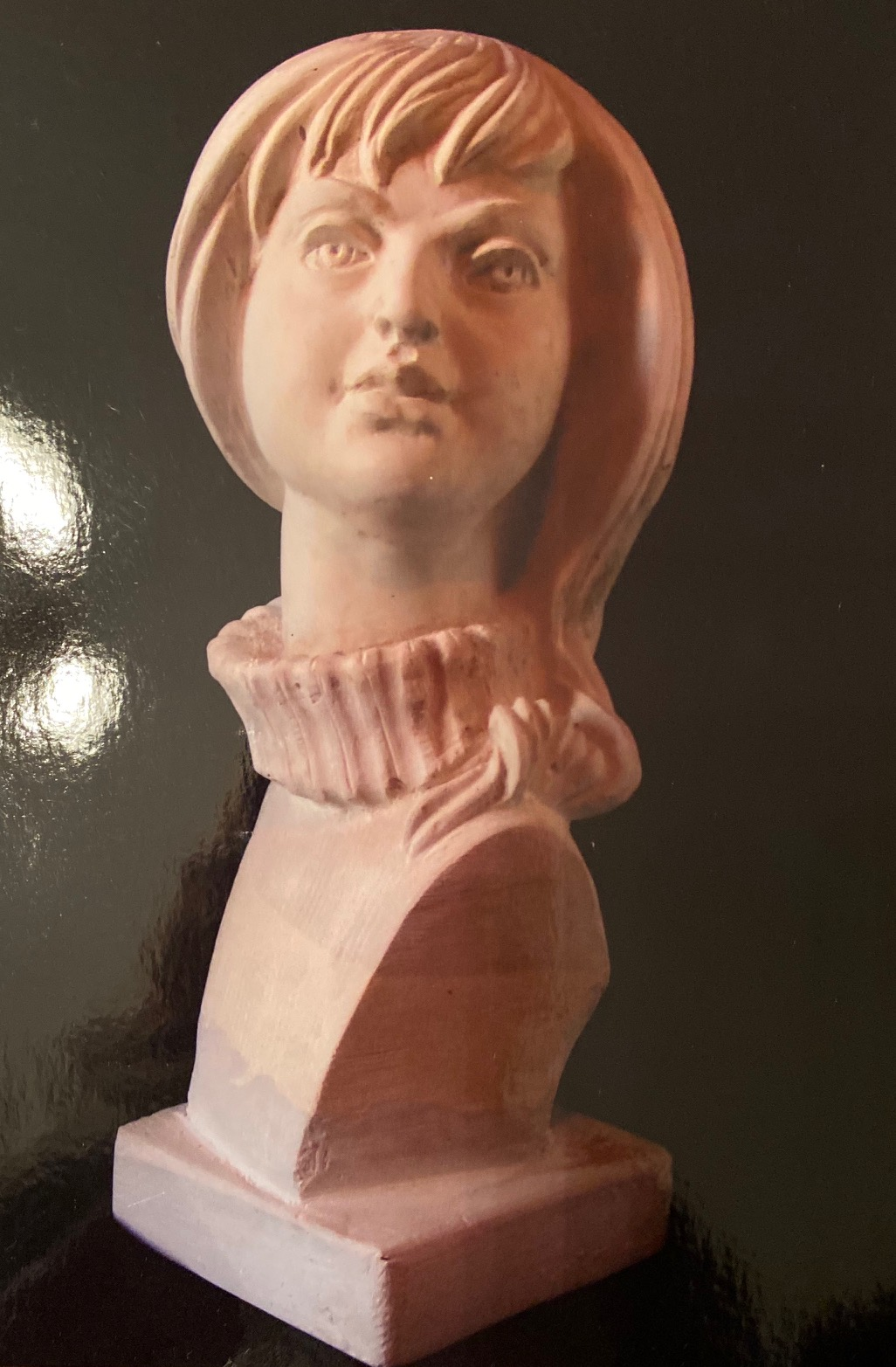
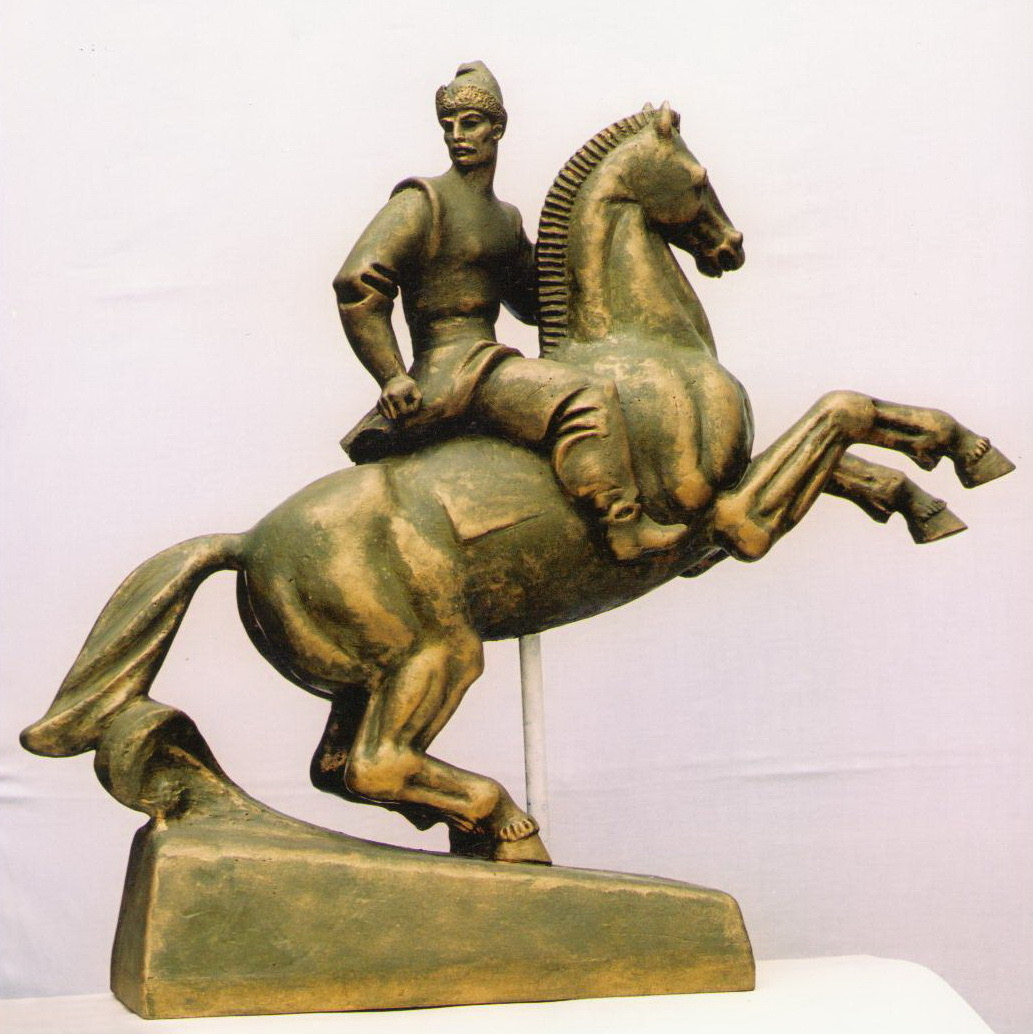
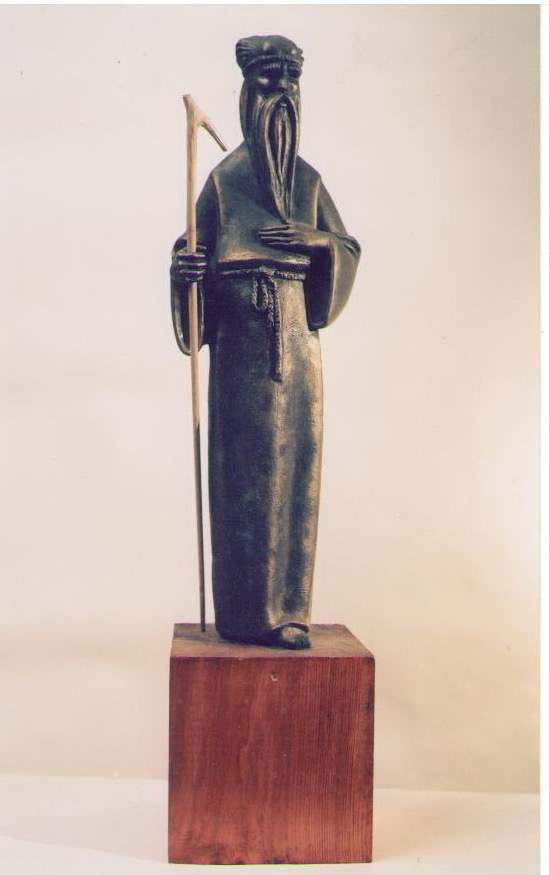
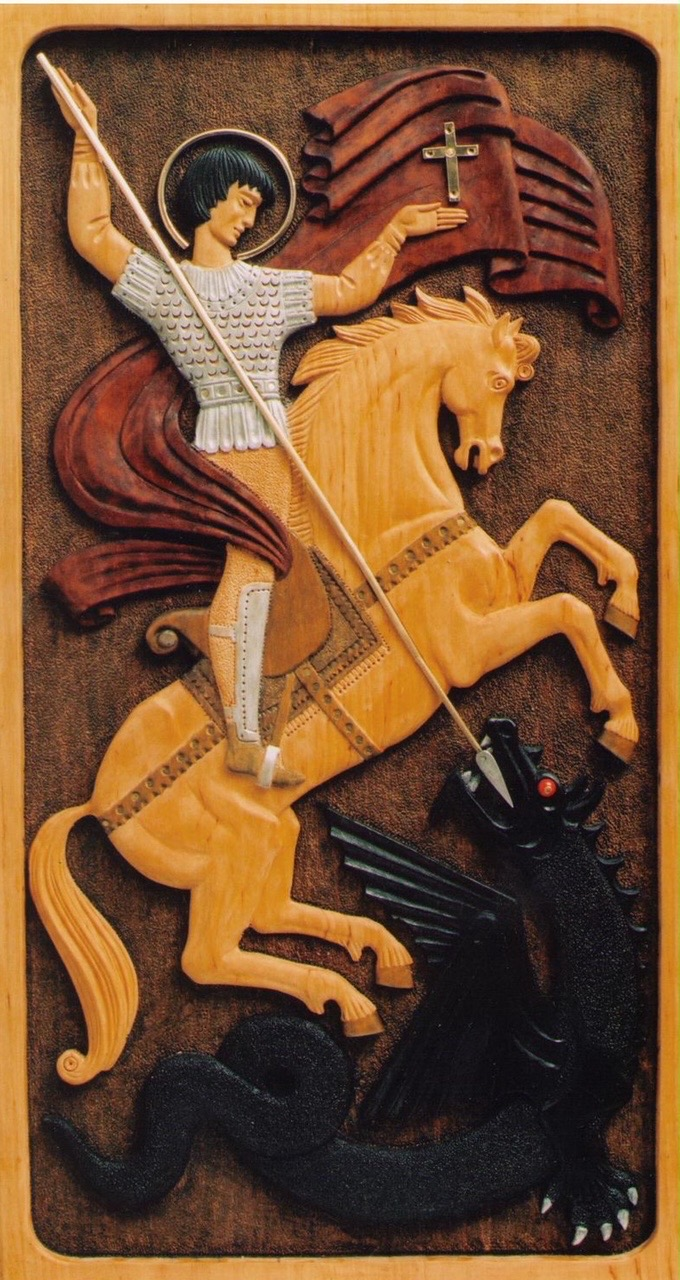
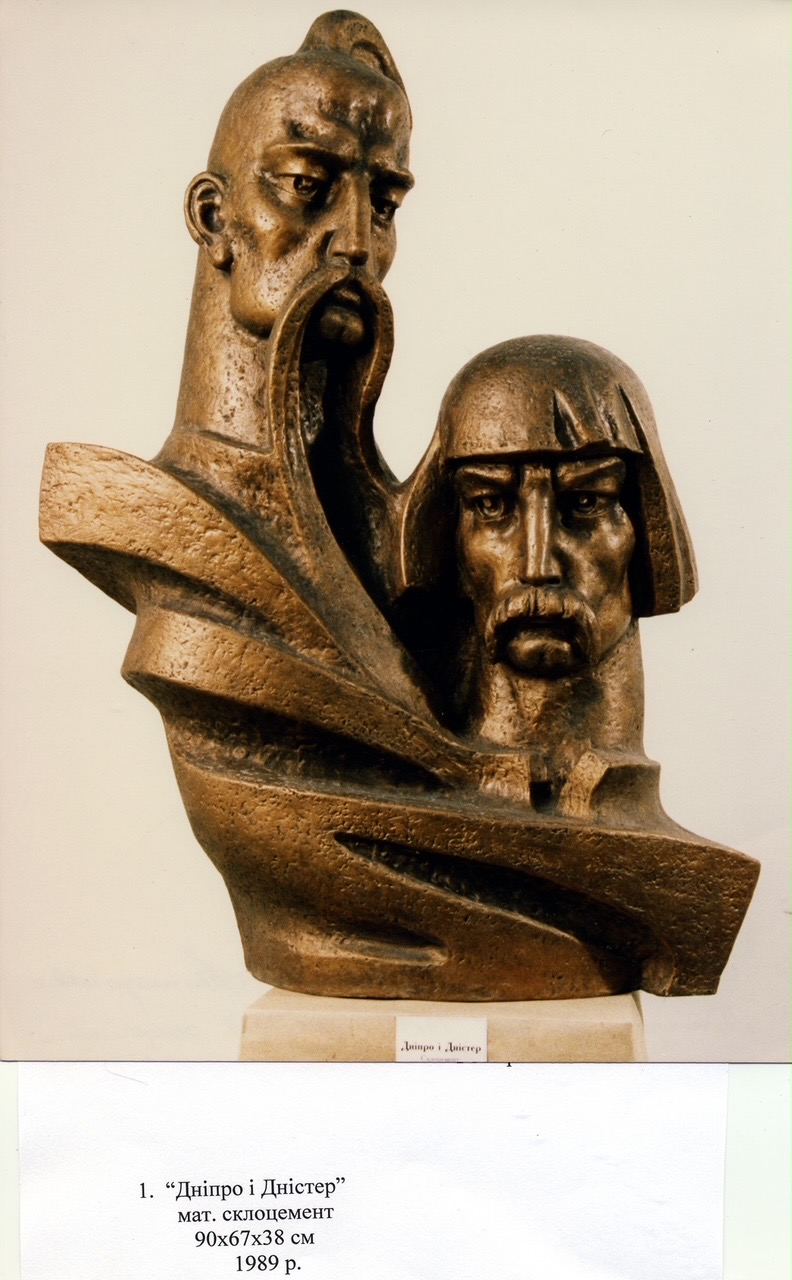